# Night Watch (Pratchett)
Night Watch è un romanzo fantasy umoristico del 2002 di Terry Pratchett; costituisce 29° romanzo ambientato nel Mondo Disco ed è il settimo del Ciclo della Guardia. Ha vinto il Premio Prometheus 2003.

## Trama
Ad Ankh Morpork ricorre il 30º anniversario della Gloriosa Rivoluzione del 25 maggio; chi partecipò (come Samuel Vimes, Nobby Nobbs, Fred Colon e Reg Shoe) si prepara a commemorare la memoria dei compagni caduti e in particolare di John Keel, all'epoca sergente della guardia notturna nonché mentore di un giovane Sam Vimes.
Nel frattempo, però, un pazzo omicida - Carcer - si aggira per la città, assassinando a sangue freddo cittadini e poliziotti.
La Guardia Cittadina riesce ad intrappolarlo sui tetti dell'Università Invisibile e Vimes decide di procedere personalmente all'arresto, tuttavia, nel momento del confronto con il killer, lo scatenarsi di una tempesta carica di potenziale magico e il connubio con le energie contenute nella biblioteca dell'università proiettano Vimes e Carcer trent'anni indietro nel tempo.
Arrivato nel passato, Carcer si adatta immediatamente: uccide John Keel prima che quest'ultimo si unisca alla Guardia Notturna e si arruola nei '"Particolari" (Particulars in originale, ma anche detti "Innominabili" o Unmentionables), uno spietato corpo speciale di polizia che risponde direttamente al patrizio, Lord Winder, despota tirannico e paranoico.
Vimes, invece, viene arrestato per violazione del coprifuoco; durante l'arresto interviene Lu-Tze, dei Monaci della Storia (Hystory Monks in originale, già protagonisti del romanzo Thief of Time), che ferma lo scorrere del tempo e fornisce a Vimes le spiegazioni del caso: arrivando nel passato ed uccidendo John Keel, Carcer ha modificato il corso della storia.
Affinché possa tornare nel proprio presente ed alla propria vita, è necessario che Vimes prenda il posto di Keel (diventando, in questo modo e tra le altre cose, il mentore del sé stesso più giovane) in modo da mantenere il più possibili parallele le due linee temporali, fino al momento in cui i monaci saranno in grado di riportare lui e Carcer nel futuro. Vimes accetta e si arruola come John Keel nella guardia notturna; nel frattempo, stanca della tirannia, la città si prepara alla rivolta.
Vimes, nonostante i continui scontri in città tra manifestanti e forze governative, riesce a mantenere la pace nei dintorni della caserma di Treacle Mine Road (i cui resti vennero bruciati da un drago durante gli avvenimenti narrati nel romanzo A me le guardie!); successivamente partecipa con i propri uomini alla costruzione di barricate per proteggere il quartiere dalla violenza dilagante.
A sua insaputa, durante la notte le barricate vengono gradualmente spostate dall'ingenuo Fred Colon e da altre guardie fino a che Vimes si ritrova a controllare un quarto dell'intera città. Nasce così la storica ed effimera "Gloriosa Repubblica Popolare di Treacle Mine Road" (The Glorious People's Republic of Treacle Mine Road).
La rivoluzione viene arrestata dall'assassinio di Lord Winder da parte di un giovane esponente della Gilda degli Assassini, il futuro patrizio Havelock Vetinari.
Tuttavia, nonostante la proclamazione di un'amnistia generale, il nuovo patrizio Lord Snapcase vede in John Keel una minaccia e manda le guardie di palazzo, fra cui il neoarruolato Carcer, ad ucciderlo.
Durante lo scontro finale cadono le guardie che morirono nella linea temporale originale, fra cui il giovane idealista Reg Shoe, che risorgerà come zombie e si arruolerà nella Guardia Cittadina durante gli avvenimenti narrati in Alla carica!.
Vimes riesce invece ad afferrare Carcer, il che permette a Lu-tze di riportarli nel futuro, inscenando la morte originale del vero John Keel e riallineando le due linee temporali. La storia si conclude con la nascita del piccolo Sam, grazie al provvidenziale aiuto del dottor Lawn, che Vimes ha conosciuto nel passato, e con l'arresto di Carcer, che viene consegnato alla giustizia.

## Riconoscimenti
- Premio Prometheus 2003

## Edizioni
- Terry Pratchett, Night Watch!, Doubleday, 2002,  p. 410, ISBN 0-385-60264-2.